# كفر الحاج عمر
قرية كفر الحاج عمر هي إحدى القرى التابعة لمركز فاقوس في محافظة الشرقية في جمهورية مصر العربية. حسب إحصاءات سنة 2006، بلغ إجمالي السكان في كفر الحاج عمر 7863 نسمة، منهم 3905 رجل و3958 امرأة.